# Elektroplug
Ein Elektroplug [ˈplʌg] (englisch plug für Stöpsel), auch E-plug oder Reizstrom-Plug genannt, ist ein Butt-Plug, der zur erotischen Elektrostimulation fähig ist. Er kann der Vorbereitung auf den Analverkehr sowie der erotischen Elektrostimulation durch die Zufuhr von Reizstrom dienen.
Die Verwendung findet der Elektroplug als Stimulationshilfe. Der E-Plug wird dazu in den Anus eingeführt und verbleibt dort für einige Minuten. Durch das Zufügen des Reizstroms verspürt die tragende Person ein vibrierendes und stimulierendes Gefühl.
Elektrisch auf den Körper einwirkendes Sexspielzeug sollte nur bei gesunden Menschen und nicht während einer Schwangerschaft oder bei Herzkrankheiten Verwendung finden.

## Form
Diverse Merkmale unterscheiden den Elektroplug von einem herkömmlichen Butt-Plug oder Dildo: Bei einem bipolaren Elektroplug müssen die beiden Pole durch ein elektrisch nichtleitendes Material voneinander getrennt werden. Der Elektroplug wird über zwei Kabel mit dem Reizstromgerät verbunden. Bei unipolaren Modellen befindet sich nur ein Verbindungskabel am Elektroplug, der Stromkreis muss über einen zweiten Pol, der sich ebenfalls am Körper des Anwenders befindet, geschlossen werden. Hierfür kann z. B. ein Cockring oder ein Dilatator verwendet werden. Von der Form her unterscheidet sich der Elektroplug nicht wesentlich von der Form eines konventionellen Plugs.
Elektroplugs werden in verschiedenen Größen, Materialien und Formen angeboten. Beim Kauf eines Elektroplugs ist auf die verschiedenen Anschlussmöglichkeiten und auf eine gute Verarbeitung zu achten, um ein Verletzungsrisiko ausschließen zu können.
Verwendung finden Elektroplugs mit bi- oder monopolaren Reizstromgeräten, die Elektrizität zur TENS abgeben.